# 1887 (numero)
Milleottocentottantasette (1887) è il numero naturale dopo il 1886 e prima del 1888.

## Proprietà matematiche
- È un numero dispari.
- È un numero composto da 8 divisori: 1, 3, 17, 37, 51, 111, 629, 1887. Poiché la somma dei suoi divisori (escluso il numero stesso) è 849 < 1887, è un numero difettivo.
- È un numero sfenico.
- È un numero congruente.
- È un numero nontotiente in quanto dispari e diverso da 1.
- È un numero odioso.
- È un numero intero privo di quadrati.
- È parte delle terne pitagoriche  (300, 1863, 1887), (612, 1785, 1887), (616, 1887, 1985), (888, 1665, 1887), (1287, 1380, 1887), (1620, 1887, 2487), (1887, 2516, 3145), (1887, 5180, 5513), (1887, 6016, 6305), (1887, 11560, 11713), (1887, 15984, 16095), (1887, 34884, 34935), (1887, 48100, 48137), (1887, 104720, 104737), (1887, 197816, 197825), (1887, 593460, 593463), (1887, 1780384, 1780385).

## Astronomia
- 1887 Virton è un asteroide della fascia principale del sistema solare.

## Astronautica
- Cosmos 1887 è un satellite artificiale russo.